# Young British Artists

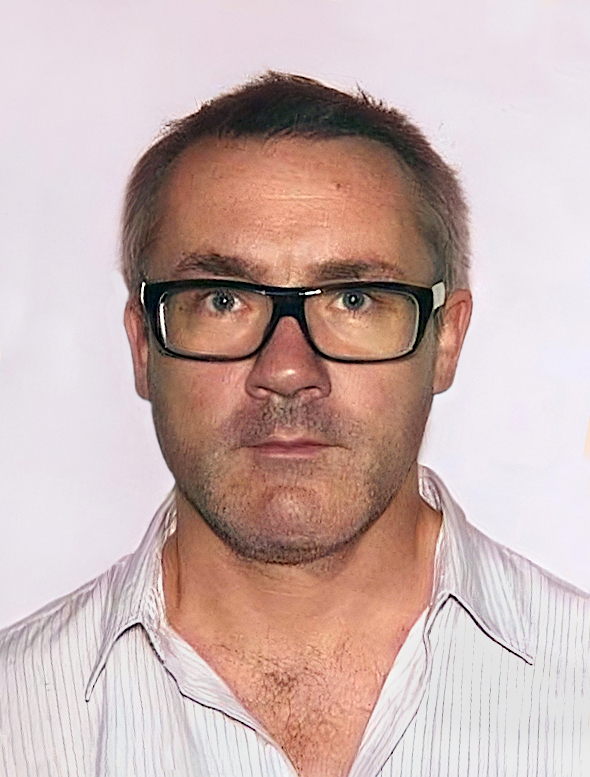
Damien Hirst

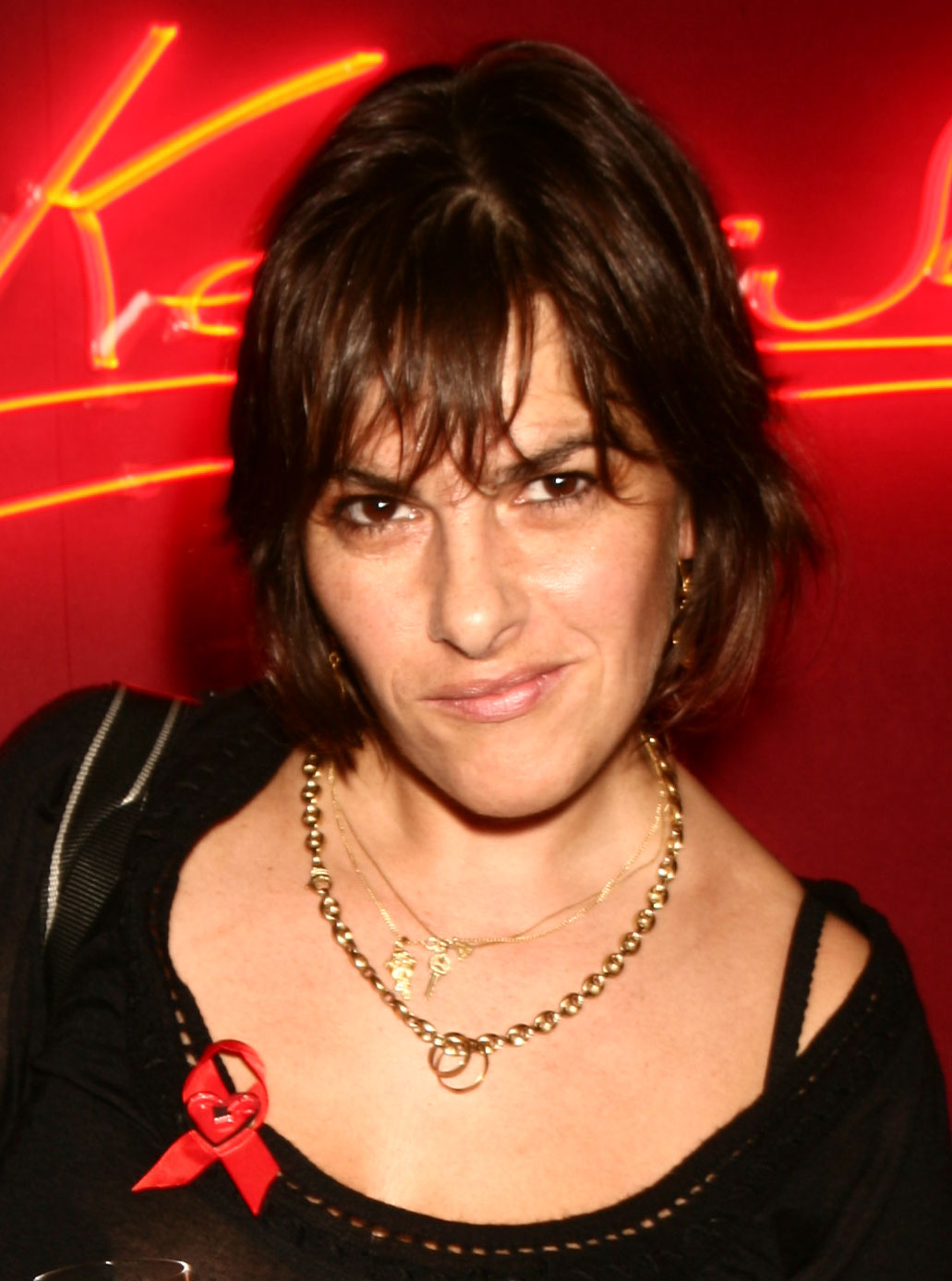
Tracey Emin

Gli Young British Artists (o YBAs), detti anche Brit artists (o Brit Pack) o ancora ricompresi nella denominazione più ampia di Britart, sono un gruppo di visual artist che cominciò ad esporre collettivamente a Londra nel 1988. Molti di questi artisti conseguirono il diploma accademico in Belle Arti (il BA Fine Art course) presso il Goldsmiths College di Londra, alla fine degli anni ottanta.

## Storia del movimento
Il movimento prese piede attorno ad una serie di mostre realizzate per iniziativa degli stessi artisti, tenute generalmente nei locali di magazzini e fabbriche, a cominciare da quella di Damien Hirst, denominata Freeze e realizzata nel 1988, seguita poi da East Country Yard Show e da Modern Medicine, nel 1990.
L'acronimo YBA (o yBa) non è stato coniato però che nel 1996 ad opera della rivista Art Monthly. Nonostante ciò è ormai entrato a far parte della terminologia della storia dell'arte.
Molti degli YBAs sono nati a metà degli anni sessanta. Questi artisti sono noti soprattutto per le cosiddette tattiche shock, per l'uso di materiali di recupero, per le vite personali sregolate e per un'attitudine definita “sia di antagonismo che imprenditoriale”.
Gli YBAs raggiunsero una notevole copertura di stampa e dominarono l'arte britannica durante gli anni novanta, con un ruolo fondamentale in questo periodo grazie alla partecipazione ad importanti esibizioni internazionali, come ad esempio Brilliant! (Minneapolis, USA, 1995-1996) e Sensation (Londra, 1997).
Molti degli artisti YBAs vennero inizialmente sostenuti e collezionati da Charles Saatchi, fondatore della famosa Galleria Saatchi di Londra. Tra i leader riconosciuti del gruppo spiccano Damien Hirst e Tracey Emin.

## Alcuni esponenti del movimento

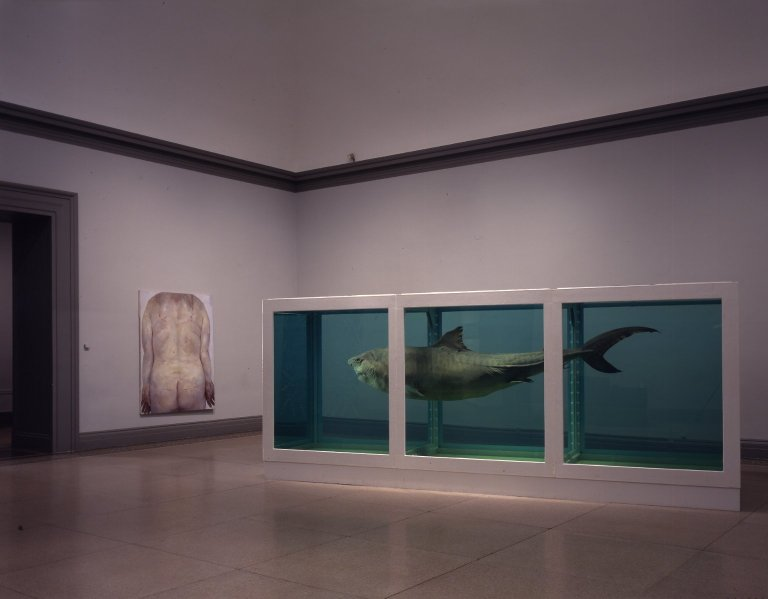
una delle mostre del gruppo, in primo piano possiamo vedere un'opera di Damien Hirst.

- Steven Adamson
- Angela Bulloch
- Mat Collishaw
- Ian Davenport
- Angus Fairhurst
- Anya Gallaccio
- Damien Hirst
- Gary Hume
- Michael Landy
- Abigail Lane
- Sarah Lucas
- Lala Meredith-Vula
- Richard Patterson
- Stephen Park
- Fiona Rae
- Tracey Emin
- Jenny Saville